# Mangan (Inde)
Mangan est une ville située dans l'État indien du Sikkim.
La ville est la capitale du district du Sikkim septentrional, un des quatre districts de l'État.